# 自由振動
自由振動（じゆうしんどう）とは、最初に与えられる条件を除いて、外部からの作用を受けない状態で起きる振動である。叩く、変形させて放す、といった方法で起こる振動が自由振動である。振り子やばね・質点の系が、自由振動の例としてよく取り上げられる。自由振動では、質量、剛性、減衰といった系自体が持つ特性によって振動の形が決まるのが特徴である。自由振動を測定することによって、系が持つ力学的特性を知ることができる。
自由振動は減衰がない場合とある場合に分けられる。減衰がない場合、振動は慣性力と復元力に決まる単振動になる。このときの角振動数は固有角振動数や不減衰固有角振動数と呼ばれる。減衰のある自由振動は特に減衰自由振動と呼ばれ、振動は次第に収束する。実際の機械・構造物には何らかの減衰があるため、自由振動は通常は時間とともに収まり、消失する。減衰自由振動の角振動数は、減衰固有角振動数と呼ばれる。
自由振動と対称になる振動には強制振動や自励振動がある。強制振動は、自動車が走行中に受ける振動のように、継続的な励振作用を受けて起こる振動である。自励振動は、管楽器の振動のように、外部から系に加わる作用自体は非振動的だが、系自身が非振動的作用を振動的作用に変えて起こる振動である。